# 黑腹腔吻鱈
黑腹腔吻鱈，為輻鰭魚綱鱈形目鼠尾鱈科的其中一種，分布於西南太平洋紐西蘭海域，屬深海底棲性魚類，深度606-975公尺，體長可達82.8公分，生活習性不明。